# Milan Matulović
Milan Matulović (in serbo Милан Матуловић?; Belgrado, 10 giugno 1935 – Belgrado, 9 ottobre 2013) è stato uno scacchista serbo, fino al 1992 jugoslavo, Grande maestro.

## Carriera
Vinse il campionato jugoslavo nel 1965 e 1967. Fece parte cinque volte della nazionale jugoslava alle olimpiadi dal 1964 al 1972, ottenendo l'ottimo risultato complessivo del 76,9 % (vedi la tabella Migliori risultati individuali alle olimpiadi). Vinse 7 medaglie, tra cui due d'oro individuali nel 1974 e 1978 e una d'oro di squadra nel 1976.

## Altri risultati di rilievo
- 1960   3º a Sarajevo
- 1964   3º a Polanika Zdrój
- 1965   = 2º a Sarajevo , =1º a Belgrado, 3º-5º a Varna
- 1966   3º-4º a Bucarest, 3º-4º a Soči
- 1967   3º-4º allo zonale di Halle, 2º-3º a Skopje
- 1968   1º al torneo di Capodanno di Reggio Emilia 1967-68
- 1969   2º a Sarajevo, 1º-2º a Skopje, 1º ad Atene, 1º a Belgrado.
- 1970   Nel "match del secolo" URSS - Resto del mondo ha realizzato (= 3 – 1) contro Michail Botvinnik.

Nel 1958 vinse a Belgrado una partita contro il giovane Bobby Fischer   (Vedi la partita online).